# Noelia Chirazi
Noelia Chirazi (* 2002) ist eine österreichische Schauspielerin syrischer Abstammung.

## Leben und Karriere
Noelia Chirazi wurde um das Jahr 2002 als Tochter einer aus Syrien stammenden Familie geboren. Sie war Schülerin am Bernoulligymnasium im 22. Wiener Gemeindebezirk Donaustadt. Von ihrer in Wien ansässigen Agentur AMT wird sie als Schauspielerin mit Erfahrungen im Bühnen- und Theaterbereich, sowie bei Fernsehwerbespots beschrieben. In dem 2019 veröffentlichten Film Wiener Blut von Regisseurin Barbara Eder und nach einem Drehbuch von Martin Ambrosch gab sie ihr Spielfilmdebüt. In dem als „hochpolitischer Austro-Polit-Thriller“ bezeichneten Film ist sie in der Rolle der Aline Emam, der streng religiösen und minderjährigen Tochter der ägyptischstämmigen österreichischen Staatsanwältin Fida Emam (dargestellt von Melika Foroutan) und Enkelin von Afifa Emam (Charlotte Schwab), zu sehen. Ihr Charakter verliebt sich in ihren syrischen Mitschüler Djamal Hemidi (gespielt von Hassan Kello), der regelmäßig einen radikalislamischen Verein besucht. Durch ihn entwickelt auch Aline Emam Sympathien für den Verein und beginnt sich zu radikalisieren.

## Filmografie (Auswahl)
- 2019: Wiener Blut
- 2021: SOKO Donau (Fernsehserie, Folge Die letzte Party)

## Auszeichnungen und Nominierungen
Romyverleihung 2020
- Auszeichnung in der Kategorie Bester Nachwuchs weiblich für Wiener Blut[4]